# Mirita Casimiro
Maria Zulmira de Almeida, popularmente conhecida como Mirita Casimiro (Espinho, Espinho, 10 de Outubro de 1914 — Cascais, 25 de Março de 1970), foi uma actriz e cantora portuguesa.

## Biografia
Nasceu em Espinho enquanto a família estava a passar férias. Eram fortemente ligados à tauromaquia, o seu pai José Casimiro de Almeida, natural de São Pedro do Sul, e avô Manuel Casimiro de Almeida eram ambos cavaleiros de alternativa. A sua mãe, Zulmira de Almeida, era natural de Viseu. Mirita estreou-se como actriz na revista Viva a Folia, no Teatro Maria Vitória, em Lisboa.
Fez diversas operetas e interpretou o papel de um travesti na peça João Ninguém. Um dos seus primeiros grandes êxitos dá-se no espectáculo Olaré Quem Brinca (1933), no Teatro Variedades. Frequentemente, nas comédias em que participava, interpretava canções tradicionais da Beira Alta, envergando trajes típicos e mostrando a pronúncia daquela região.  Porém, na sua estreia como protagonista de uma opereta, em "A Catraia do Bolhão", interpretou uma vendedora portuense de manjericos.  O seu desempenho nesta opereta consagrou-a e, não por acaso, meses depois estreou-se no cinema, sob a direcção de Leitão de Barros, em Maria Papoila (1937).  Segundo João Bénard da Costa este filme foi «um retrato admirável da oposição do mundo rural (…) em grande parte devido à genial criação de Mirita Casimiro» (Costa, João Bénard da, Histórias do Cinema, 1991). 
A 14 de agosto de 1941, casou na Capela de Nossa Senhora da Piedade, na Quinta da Capela (propriedade dos Duques de Cadaval), freguesia de São Martinho, em Sintra, com o ator Vasco Santana. Ambos formaram uma dupla de representação muito popular e até uma companhia de teatro. No entanto, uma polémica separação judicial decretada por sentença de 20 de junho de 1947 obrigou Mirita Casimiro, banida dos palcos portugueses por influência do ex-marido, a sair do país e tentar a sua sorte no meio da representação no Brasil. Uma vez que não foi decretado o divórcio, ambos permaneceram casados até à morte de Vasco Santana, em 1958. Foi então que resolveu instalar-se no Brasil (1956), onde trabalhou sem obter grande popularidade. Casou-se novamente com João Jacinto, um jornalista desportivo e ex-atleta com quem tem uma filha, chamada Maria, dita Mariquita.
Quando regressou a Portugal em 1964, novamente divorciada, foi convidada a ingressar no elenco do Teatro Experimental de Cascais, o que ditou o seu afastamento do teatro popular. Sob a direcção de Carlos Avilez, integrou o elenco de peças marcantes da mesma companhia, associada ao processo de renovação do teatro português na década de 1960 — A Casa de Bernarda Alba de García Lorca (1966), A Maluquinha de Arroios de André Brun (1966) e O Comissário de Polícia de Gervásio Lobato (1968).
Em 1968 sofreu um grave acidente de viação no Porto, que a deixou desfigurada. Muito deprimida e vendo-se impossibilitada de retomar o seu trabalho nos palcos, acabou por se suicidar, aos 55 anos, na sua residência em Cascais. Foi sepultada no Cemitério de Viseu, de onde era originária a família Casimiro de Almeida. O cortejo fúnebre teve lugar a 27 de Março de 1970, Dia Mundial do Teatro, dois dias depois do óbito e teve direito a guarda de honra.

## Reconhecimento
Em 1986, a sala de espectáculos que tem o Teatro Experimental de Cascais como companhia residente recebeu o  seu nome: Teatro Municipal Mirita Casimiro.
Na cidade de Viseu o seu nome é recordado noutra sala de espectáculos, que recebeu o nome de Auditório Mirita Casimiro. 
O seu nome está gravado na toponímia de várias localidades portuguesas: Odivelas, Fernão Ferro, Mem Martins, Albufeira, Cascais e São Domingos de Rana. 

## Teatro

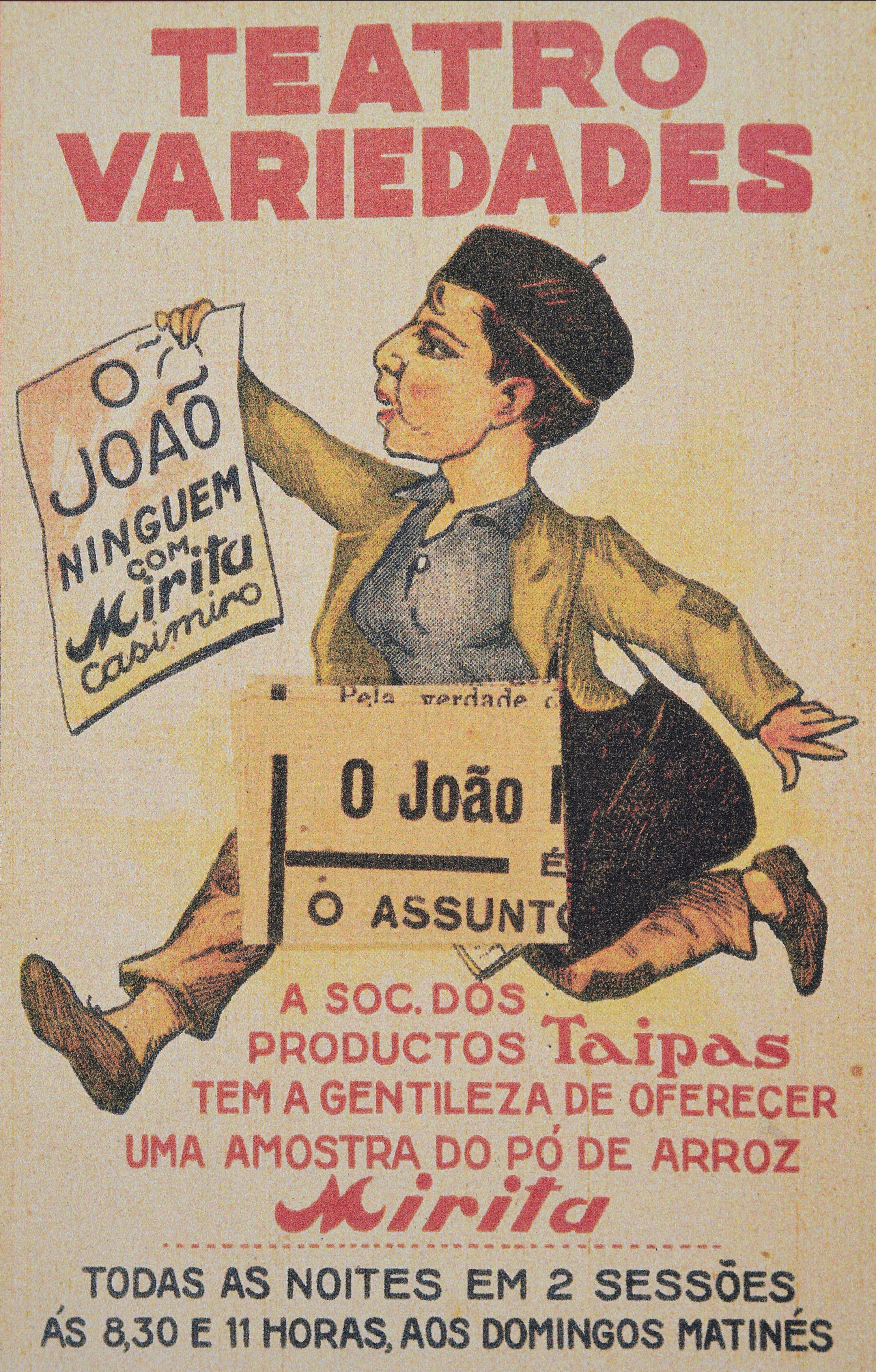
Poster anunciando a opereta "O João Ninguém", com Mirita Casimiro (1936)

Participou em diversas peças teatrais: 
Teatro de Revista
- 1940 - Olaré, Quem Brinca! [15]
- 1941 - O Retiro dos Pacatos [16]
- 1941 - Espera de Toiros [17]
- 1943 - Alerta Está [18]
- 1944 - A mulher do padeiro [19]

- 1945 - Alto lá com o Charuto [20]
- 1948 - O Pirata da Perna de Pau [21]
- 1954 - Viva o homem [22]

Operetas e comédias musicais:
- 1935 - Viva a Folia!

- 1936 - João Ninguém [23]

- 1936 - A Catraia do Bolhão
- 1937 - Os Ardinas

- 1945 - A Invasão [24]
- 1946 - O Colete Encarnado [25]

Teatro
- 1968 - O Comissário de Polícia, de Gervásio Lobo [26][27]
- 1966 - A maluquinha de Arroios [28]
- 1966 - A Casa de Bernarda Alba, de Garcia Lorca [29]
- 1967 - O Mar, de Miguel Torga [30]
- 1967 - Dom Quixote, de Yves Jamiaque [31] [32]
- 1968 - As Bodas de Sangue [33]

## Discografia
Foi gravada pelas editoras His Master’s Voice e  Valentim de Carvalho:
- 1951 - Carvalha D'Alva e As Pulgas [34][35]

- 1955 - Lisbon Fair - canta dois temas: Adelaidinha e Pica o pé [36]

## Filmografia
- 1937 - Maria Papoila [37]
- 1968 - Um Campista em Apuros, realizado por Herlander Peyroteo [38][39][40]